# Hemyda americana
Hemyda americana är en tvåvingeart som först beskrevs av Jacques-Marie-Frangile Bigot 1889.  Hemyda americana ingår i släktet Hemyda och familjen parasitflugor. Inga underarter finns listade i Catalogue of Life.